# Purpuricenus sanguinolentus
Purpuricenus sanguinolentus är en skalbaggsart som först beskrevs av Olivier 1795.  Purpuricenus sanguinolentus ingår i släktet Purpuricenus och familjen långhorningar.
Artens utbredningsområde är Sri Lanka. Inga underarter finns listade i Catalogue of Life.